# Myxidium melanostigmum
Myxidium melanostigmum is een microscopische parasiet uit de familie Myxidiidae. Myxidium melanostigmum werd in 1966 beschreven door Noble. 